# Obiteljski nedostatak ili poremećaj građe apolipoproteina A1
Obiteljski nedostatak ili poremećaj građe apolipoproteina A1 je genetički poremećaj metabolizma lipida, koji spada u skupinu hipoalfalipoproteinemija. U ovoj bolesti zbog smanjenog stvaranja ili povećane razgradnje apolipoproteina A1, dolazi do smanjenje koncentracije apo A1, a time i lipoproteina velika gustoće (HDL) u krvi.
Homozigoti s delecijom APOA1 gena imaju niske vrijednosti HDL i teške simptome rane ateroskleroze (ksantomi, zamućenje rožnice), dok heterezigoti i osobe s poremećenom građom apo A1 imaju smanjen HDL, ali su bez tegoba. Dijagnoza bolesti se postavlja elektroforezom lipoproteina i analizom DNK.  
Obiteljski nedostatak apoA1 nasljeđuje se autosomno kodominantno (molekula apoA1 se uopće nesintetizira), dok se kod strukturalne mutacije koje uzrokuju poremećaj građe molekule apoA1 i posljedično ubrzanu razgradnju molekule, nasljeđuju autosomno dominantno.
|  | Molimo pročitajte upozorenje o korištenju medicinskih informacija. Ne provodite liječenje bez savjetovanja s liječnikom! |